# John Croisier
John Henri Croisier, né le 25 novembre 1845 à Genève et mort le 1er avril 1915 dans le 9e arrondissement de Paris, est un auteur dramatique et compositeur français.

## Œuvres
On lui doit des pièces pour piano et des opérettes dont il signe parfois aussi bien la musique que le texte. 
- L’Année féminine, calendrier inamovible, 1880
- Échos de La Varenne, valse, piano, avec accompagnement de violon ad libitum, 1894
- Joyeux Départ, polka-marche, piano. Op. 8, 1894, lire en ligne sur Gallica
- À l'ivresse, chanson bachique, 1895, lire en ligne sur Gallica
- Avec toi !, polka-mazurka, piano, 1896
- Sérénade à Phoebé, suite de valses, piano, 1896
- Colombine-Colombinette, fantaisies, quadrille pour piano, 1896
- Sans fard, en vers... et pour tous, poésies, 1897
- Nos petits lignards, polka-marche, piano, 1899
- Elle !, drame réaliste en 1 acte, avec Trébla, 1899
- L'Aigledindon, parodie bouffe en 1 acte et 1 prologue, avec Eugène Joullot, 1900
- L'Autruche tricolore, ou la Possédée de la rue du Caire, folie-vaudeville en 1 acte, avec Albert Pajol, 1902
- L'Enlèvement de Césarine, folie-vaudeville en 1 acte, avec Pajol, 1902
- Les Forfaits de Savarin, folie-vaudeville en 1 acte, avec Pajol, 1902
- Le Tueur de femmes, comédie-bouffe en 1 acte, avec Pajol, 1902
- Les Surprises de l'amour, folie-vaudeville en 1 acte,avec Pajol, 1902
- Le Choix d'une belle-mère, comédie-bouffe en 1 acte, avec Pajol, 1902
- Ciel d'avril, valse, piano, 1903
- Derniers Adieux, valse, piano, 1903
- De Carthage à Montmartre. Civita, 1903
- Helvétia-marche, marche, piano, 1907